# ویلیام آدلین
ویلیام آدلین (انگلیسی: William Adelin؛ ۵ اوت ۱۱۰۳ – ۲۵ نوامبر ۱۱۲۰ (aged 17)) ولیعهد اهل پادشاهی انگلستان بود.